# Murrells Inlet
Murrells Inlet is een plaats (census-designated place) in de Amerikaanse staat South Carolina, en valt bestuurlijk gezien onder Georgetown County.

## Demografie
Bij de volkstelling in 2000 werd het aantal inwoners vastgesteld op 5519.

## Geografie
Volgens het United States Census Bureau beslaat de plaats een oppervlakte van
19,4 km², waarvan 19,0 km² land en 0,4 km² water.

## Plaatsen in de nabije omgeving
De onderstaande figuur toont nabijgelegen plaatsen in een straal van 16 km rond Murrells Inlet.